# Zacarias de Besançon
Zacarias de Besançon (em latim: Zacharias Chrysopolitanus; m. c. 1155) foi um estudioso bíblico premonstratense nascido em Besançon (Chrysopolis) no século XII. Foi diretor da escola catedrática de sua cidade natal e tornou-se monge na Abadia de São Martinho em Laon, onde se concentrou em escrever. Entre 1140 e 1145, publicou uma harmonia evangélica com explicações gramáticas e etimológicas de palavras gregas, hebraicas e algumas latinas encontradas no texto com o título "Unum ex quattuor, sive de concordia evangelistarum" (publicado na Patrologia Latina 186:11-620). A harmonia está dividida em 181 capítulos tem três prefácios: o primeiro mostrando a relação do Evangelho com a Lei judaica, a filosofia e com os símbolos dos evangelistas; o segundo descreve os evangelistas e suas visões sobre a missão de Cristo; o terceiro enumera as obras que ele utilizou. O próprio Zacarias atribui a harmonia a Amônio de Alexandria e, seja quem for o autor, é baseada no Diatessarão de Tatiano. Contudo, ele diverge de Amônio em um ponto notável, que é onde ele assume que Jesus teria feito outra viagem à Samaria depois de sua entrada triunfal em Jerusalém. Já o seu comentário é baseado nos Padres latinos, incluindo Santo Ambrósio, Santo Agostinho e São Jerônimo. Entre os sábios da Idade Média, ele utiliza principalmente as obras de Beda, Alcuíno e Remígio de Auxerre.